# El Higuerón
El Higuerón una población rural del Municipio de Jojutla, en el sur del estado de Morelos.

## Población, ámbito geográfico y servicios.
Población perteneciente al Municipio de Jojutla, Morelos; 4568 habitantes según censo INEGI de 2010; asentado en lomerìos de la vertiente oriental del Río Apatlaco, afluente del Amacuzac, límite natural entre el Sur de Morelos y el Norte de Guerrero.
Comunicado con carreteras asfaltadas y caminos de terracería, con poblaciones vecinas, la ciudad de Jojutla y el resto del país; servicios médico asistenciales en una Clínica local y educativos de preescolar, primaria y tele secundaria.

## El Ejido de Higuerón
El Ejido de El Higuerón cuenta con 274 hectáreas de riego, terrenos cerriles con pastos, montes para cultivos de secano, otorgados a esa Congregación a fines del año 1920;.los campos "de riego" pertenecientes al ejido, son los de: "Las Cruces 1 y 2, los sauces, palapa, filister, texcaltenango, texcalcingo y Porifirio Díaz. Los campos del cerril se dedican a la ganadería, que con la agricultura son las principales actividades de la población.

## Historia
En textos como "Tamoanchan", libro de Historia regional del Obispo Francisco Placarte y Navarrete, publicado a principios del Siglo XX; menciona la relación entre culturas desarrolladas durante siglos en diferentes regiones, desde el Sur actual de los Estados Unidos de Norteamérica, en la llamada "Pimería alta", la "sexoa baja" en los Estados mexicanos de Sonora y Sinaloa; comunicadas por caminos de origen y uso inmemoriales, con asentamientos del centro y sur de México hasta Centro América; que pasaban por el actual Sur del Estado de Morelos; donde en El Higuerón se bifurcan hacia las Mixtecas de Puebla y Oaxaca hasta la Chontalpa y Centro América; y hacia la cuenca del Río Balsas, pasando por poblaciones actuales del Norte del Estado de Guerrero como Quetzalapa, Huitzuco y Tepecuacuilco, hasta las costas del Océano Pacífico.
Y que en el curso de estos caminos de origen y uso inmemoriales, surgieron poblaciones como El Higuerón.

#### Época prehispánica.
En los campos adyacentes a la población de El Higuerón, encontramos vestigios y utensilios de asentamientos prehispánicos Tlahuicas, dedicados al cultivo de "milpas" y algodón, que fue su principal tributo a los Señoríos de Cuauhnáhuac y Tenochtitlan.
Sus vecinos inmediatos por el Norte fueron en ese periodo, los asentamientos de Tlatenchi, Panchimalco, Xoxutla y Nahualco.

#### Época colonial.
A partir de la toma de Tenochtitlan por los conquistadores españoles y sus aliados indígenas en 1521, Don Hernán Cortés, manda construir en Tlaquiltenango, población ubicada al Norte de El Higuerón, una presa - puente y un canal llamado "apantle de El Higuerón", donde estableció los primeros cultivos de caña de azúcar y trapiches para procesarla, en el actual Sur de Morelos, estableciendo aquí la industria azucarera que durante cinco siglos ha sido una de las principales actividades económicas en esta región; sin embargo, el origen de El Higuerón se da a partir de la hacienda azucarera que se establece en ese lugar y de un sitio inmediato llamado "El Mesón", donde se comercializaba el ganado traído de las estancias y ranchos establecidos en la "Sierra de Huautla" (llamada "Sierra de San Gabriel" por los evangelizadores europeos).
En la vegetación de la región donde está  El Higuerón, son comunes los "amates", árboles de una extensa variedad de la familia "ficus" que por el aspecto de sus frutos, algunos comestibles, son llamados "higueras", algunos de ellos, sumamente corpulentos y frondosos; por lo que es probable que el origen del nombre del pueblo como El Higuerón, haya sido la presencia en el lugar, de uno o más de esos árboles.

##### Siglos XIX, XX y XXI
Durante el siglo XIX, El Higuerón fue lugar de paso para las tropas insurgentes y coloniales, hasta la consumación de la Independencia mexicana en 1821, y posiblemente, en sus inmediaciones se realizaron algunos combates en ese período; que continuaron durante la lucha entre Liberales y Conservadores hasta el triunfo de la república.
En la primera mitad del siglo XIX llega a Jojutla Don Ricardo Sànchez, quien introduce el cultivo e industria del arroz a la región de Jojutla para impulsar el desarrollo económico y fortalecer la actividad progresista de personajes como el Ing. Felipe Ruíz de Velasco y el agricultor León Castresana, quienes establecen en El Higuerón el cultivo del arroz y una planta para procesarlo.
Pero resulta evidente en la vida cotidiana de los habitantes de El Higuerón, la influencia de recuerdos más recientes, referentes a la lucha zapatista durante Revolución Mexicana en el siglo XX, pues sus principales escuela se llaman, la Primaria: "Emiliano Zapata" , y la Tele secundaria: "Tierra y Libertad"; el Kínder lleva el nombre del Don Antonio Dìaz Soto y Gama, uno de los principales ideólogos del zapatismo.
La única Colonia de El Higuerón lleva el nombre de un General zapatista llamado Ricardo Soto.
Y ya en la segunda mitad del Siglo XX. fue una de las poblaciones del Sur de Morelos, donde la lucha campesina encabezada por Don Rubén Jaramillo tuvo un número significativo de participantes.